# Perales del Alfambra
Perales del Alfambra è un comune spagnolo di 221 abitanti situato nella comunità autonoma dell'Aragona.